# Festival de la Cançó d'Eurovisió Júnior 2013

Països participants.
Països participants en el passat però no el 2013.

El Festival de la Cançó d'Eurovisió Junior 2013 es va celebrar el dissabte 30 de novembre de 2013 al Palau d'Ucraïna de Kíev, Ucraïna. En aquesta edició, San Marino es va presentar per primer cop, Macedònia i Malta retornaren al certàmen. Per altra banda, Albània, Bèlgica i Israel. no enviaren cap participant aquest cop.

## Països participants
Van participació fins dotze països en aquesta edició:
| N° | País                | Artista                | Cançó                   | Traducció al català      | Posició | Punts |
| -- | ------------------- | ---------------------- | ----------------------- | ------------------------ | ------- | ----- |
| 1  | Suècia              | Elias Elffors Elfström | Det är dit vi ska       | Aquí és on anem          | 9       | 46    |
| 2  | Azerbaidjan         | Rustam Karimov         | Me and my guitar        | Jo i la meva guitarra    | 7       | 66    |
| 3  | Armènia             | Monica Avanesyan       | Choco Factory           | Fàbrica de xocolata      | 6       | 69    |
| 4  | San Marino          | Michele Perniola       | O-o-O Sole intorno a me | O-o-O Sol al meu voltant | 10      | 42    |
| 5  | A.R.I. de Macedònia | Barbara Popović        | Ohrid i muzika          | Ohrid i música           | 12      | 19    |
| 6  | Ucraïna             | Sofia Tarasova         | We are one              | Som un                   | 2       | 121   |
| 7  | Belarús             | Ilya Volkov            | Poy so mnoi             | Canta amb mi             | 3       | 108   |
| 8  | Moldàvia            | Rafael Bobeica         | Cum să fim              | Com ser                  | 11      | 41    |
| 9  | Geòrgia             | The Smile Shop         | Give me your smile      | Dona'm el teu somriure   | 5       | 91    |
| 10 | Països Baixos       | Mylène & Rosanne       | Double me               | Doble Jo                 | 8       | 59    |
| 11 | Malta               | Gaia Cauchi            | The Start               | L'inici                  | 1       | 130   |
| 12 | Rússia              | Dayana Kirillova       | Mechtay                 | Somia                    | 4       | 108   |

## Graella de vots
Tots els països van rebre 12 punts al començar la votació per evitar que cap país es quedés sense punts.
|                 |                                                               | Resultats |             |         |            |           |         |         |          |         |               |       |        |    |    |
| Puntuació Total | Jurat Infantil                                                | Suècia    | Azerbaidjan | Armènia | San Marino | Macedònia | Ucraïna | Belarús | Moldàvia | Geòrgia | Països Baixos | Malta | Rússia |    |    |
| Participants    | Suècia                                                        | 46        | 1           |         | 4          | 3         | 5       | 1       | 2        | 5       | 6             | 1     | 4      |    | 2  |
| Participants    | Azerbaidjan                                                   | 66        | 4           | 7       |            |           | 2       | 2       | 10       |         | 3             | 10    | 3      | 6  | 7  |
| Participants    | Armènia                                                       | 69        | 3           | 4       |            |           | 4       | 4       | 5        | 2       | 4             | 12    | 6      | 8  | 5  |
| Participants    | San Marino                                                    | 42        | 5           | 2       | 2          | 4         |         |         | 1        | 3       | 2             | 3     | 2      | 2  | 4  |
| Participants    | Macedònia                                                     | 19        |             | 1       | 1          | 2         |         |         |          | 1       |               |       | 1      | 1  |    |
| Participants    | Ucraïna                                                       | 121       | 8           | 10      | 10         | 8         | 12      | 8       |          | 12      | 7             | 7     | 7      | 12 | 8  |
| Participants    | Belarús                                                       | 108       | 10          | 5       | 6          | 6         | 6       | 7       | 8        |         | 10            | 8     | 8      | 10 | 12 |
| Participants    | Moldàvia                                                      | 41        |             | 3       | 3          | 1         | 3       | 3       | 3        | 4       |               | 4     |        | 4  | 1  |
| Participants    | Geòrgia                                                       | 91        | 7           |         | 8          | 7         | 10      | 10      | 6        | 7       | 8             |       | 5      | 5  | 6  |
| Participants    | Països Baixos                                                 | 59        | 2           | 6       | 5          | 5         | 1       | 5       | 4        | 6       | 1             | 2     |        | 7  | 3  |
| Participants    | Malta                                                         | 130       | 12          | 8       | 7          | 10        | 7       | 12      | 12       | 10      | 12            | 6     | 12     |    | 10 |
| Participants    | Rússia                                                        | 106       | 6           | 12      | 12         | 12        | 8       | 6       | 7        | 8       | 5             | 5     | 10     | 3  |    |
| Participants    | Tots els països parteixen de 12 Punts al començar la votació. |           |             |         |            |           |         |         |          |         |               |       |        |    |    |

### 12 Punts
| Núm. | A       | De                                                          |
| ---- | ------- | ----------------------------------------------------------- |
| 5    | Malta   | Jurat infantil, Macedònia, Moldàvia, Països Baixos, Ucraïna |
| 3    | Rússia  | Armènia, Azerbaidjan, Suècia                                |
| 3    | Ucraïna | Belarús, Malta, San Marino                                  |
| 1    | Armènia | Geòrgia                                                     |
| 1    | Belarús | Rússia                                                      |